# Talisia princeps
Talisia princeps là một loài thực vật có hoa trong họ Bồ hòn. Loài này được Oliv. miêu tả khoa học đầu tiên năm 1888.